# Евальд Штрессер
Евальд Штрессер (нім. Ewald Sträßer; 27 червня 1867, Буршайд — 4 квітня 1933, Штрутгарт) — німецький композитор і музичний педагог.

## Біографія
Син Евальда Штрессера-старшого (1837—1917), який керував в Буршайді вокальним квартетом. Закінчив Кельнську консерваторію, учень Франца Вюльнера. У 1892—1917 рр. в рідній консерваторії викладав композицію, інструментування, контрапункт, потім з 1921 року професор Штутгартської консерваторії; серед його учнів, зокрема, Ервін Шульгофф, Рудольф Петерс і Георг фон Альбрехт, який з великою симпатією описує Штрессера в своїх спогадах, хоча і вказує на деяку архаїчність його пізньоромантичного композиційного і пізньоромантичного світогляду.
Автор шести симфоній, фортеп'янного, скрипкового і віолончельної концертів, п'яти струнних квартетів, іншої камерної музики. Перша симфонія Штрессера була вперше виконана 1909 року Гюрценіх-оркестром під керуванням Фріца Штайнбаха, і з цього почалося десятиліття найбільш успішної музичної кар'єри композитора: його творами диригували Віллем Менгельберг (на сестрі якого Штрессер був одружений), Герман Абендрот, Артур Нікіш, Фелікс Вайнгартнер й інші видатні диригенти. 1922 року обраний дійсним членом Прусської академії мистецтв.
У рідному місті Штрессера його ім'ям названа вулиця (нім. Ewald-Sträßer-Weg).